# Louis Eyraud
Pour les articles homonymes, voir Eyraud.
Louis Eyraud, né le 18 mai 1922 à Lyon (Rhône) et mort le 29 septembre 1993 à Brioude (Haute-Loire), est un homme politique français.

## Biographie
Réfractaire au STO, résistant et militant socialiste, maire de Brioude de 1971 à 1983, conseiller général de 1973 à 1985. Il est aussi vice-président du conseil régional d'Auvergne et député européen de 1981 à 1989.

## Détail des fonctions et des mandats
Mandat parlementaire
- 14 novembre 1976 - 2 avril 1978 : Député de la 2e circonscription de la Haute-Loire